# برت ویلیامز (بازیکن فوتبال)
برت فردریک ویلیامز (انگلیسی: Bert Frederick Williams؛ ۳۱ ژانویهٔ ۱۹۲۰ – ۱۹ ژانویهٔ ۲۰۱۴) یک بازیکن فوتبال اهل انگلستان بود.
ویلیامز سابقهٔ بازی در تیم ملی فوتبال انگلستان را در کارنامهٔ خود دارد. وی در تاریخ ۲۲ مه ۱۹۴۹ نخستین بازی ملی خود را در مقابل تیم ملی فوتبال فرانسه انجام داد و با حضور در ۲۴ بازی ملی، در تاریخ ۲۲ اکتبر ۱۹۵۵ واپسین بازی ملی‌اش را در برابر تیم ملی فوتبال ولز برگزار کرد.